# خوشيار قادين (زوجة إبراهيم باشا)
خوشيار قادين أفندي (بالتركية العثمانية: خوشیار قادین افندی)‏ (بالتركية: Hoşyar Kadınefendi)‏، شركسية الأصل، هي إحدى زوجات إبراهيم محمد علي باشا والي مصر وابن محمد على باشا الكبير،  وهي والدة الخديوي إسماعيل. لقبت خوشيار قادين (قادين: معناها امرأة بالتركية) في عهد ابنها الخديوي إسماعيل بالوالدة باشا وهي أخت برتونهال سلطان (بالتركية العثمانية: پرتونهال سلطان)‏ (بالتركية: Pertevniyal Sultan)‏ زوجة السلطان العثماني محمود الثاني  ووالدة السلطان عبد العزيز الأول.

## مسجد الرفاعي
مسجد الرفاعي أحد مساجد القاهرة الأثريّة، شيد عام 1329 هجرية الموافق لعام 1911 ميلادية.
سُمٌي بذلك الاسم نسبة إلى (أحمد عز الدين الصياد الرفاعي) أحد أحفاد الإمام أحمد الرفاعي الذي ولد بالعراق وسافر لمصر وتزوج فيها من فتاة من سلالة الملك الأفضل ابن صلاح الدين الأيوبي فأعقبت منه السيد علي أبي الشباك. ويتميز المسجد بالتفاصيل الدقيقة في الزخارف على الحوائط الخارجية والعمدان العملاقة عند البوابة الخارجية. وكانت والدة الخديوي إسماعيل هي أكثر من أراد بناء هذا المسجد. وقد استمر بناء هذا المسجد 40 عام. و يحتوي مسجد الرفاعي على العديد من مقابر أكثر أفراد الأسر الحاكمة في مصر لهذا أصرِت خوشيار قادين والدة الخديوي إسماعيل على بنائه وكلّفت أكبر مهندسي مصر (في وقته) حسين فهمي باشا بتصميمه. ويوجد بداخل المسجد قبر الملك فاروق الأول، والخديوي إسماعيل ووالدته وقبر شاه إيران رضا بهلوي ومحمد رضا بهلوي .

## شخصيتها في الدراما العربية
- سرايا عابدين :مسلسل تلفزيوني مصري تدور أحداث المسلسل في الحقبة الزمنية لفترة حكم الخديوي إسماعيل لمصر وتبدأ الأحداث من عام 1866 وتستمر حتى 1890. وتدور الأحداث حول زوجات وجواري الخديوي إسماعيل وقصره، والصراعات التي كانت تدور داخل القصر بين الجواري والحريم لنيل رضاه؛ ويقف في هذا الصراع صافيناز هانم وتلعب دورها نيللي كريم زوجة الخديوي ذات الأصول الشركسية ووالدته الملكة خوشيار قادين وتلعب دورها الفنانة يسرا
- بوابة الحلواني والتي تدور قصته حول مرحلة الحكم في مصر ولعبت دور الملكة خوشيار قادين الفنانة القديرة ليلى فوزي